# Joachim-Ringelnatz-Verein
Der Joachim-Ringelnatz-Verein e.V. ist ein deutschlandweit tätiger, gemeinnütziger Verein mit Sitz in der Ringelnatz-Geburtsstadt Wurzen.

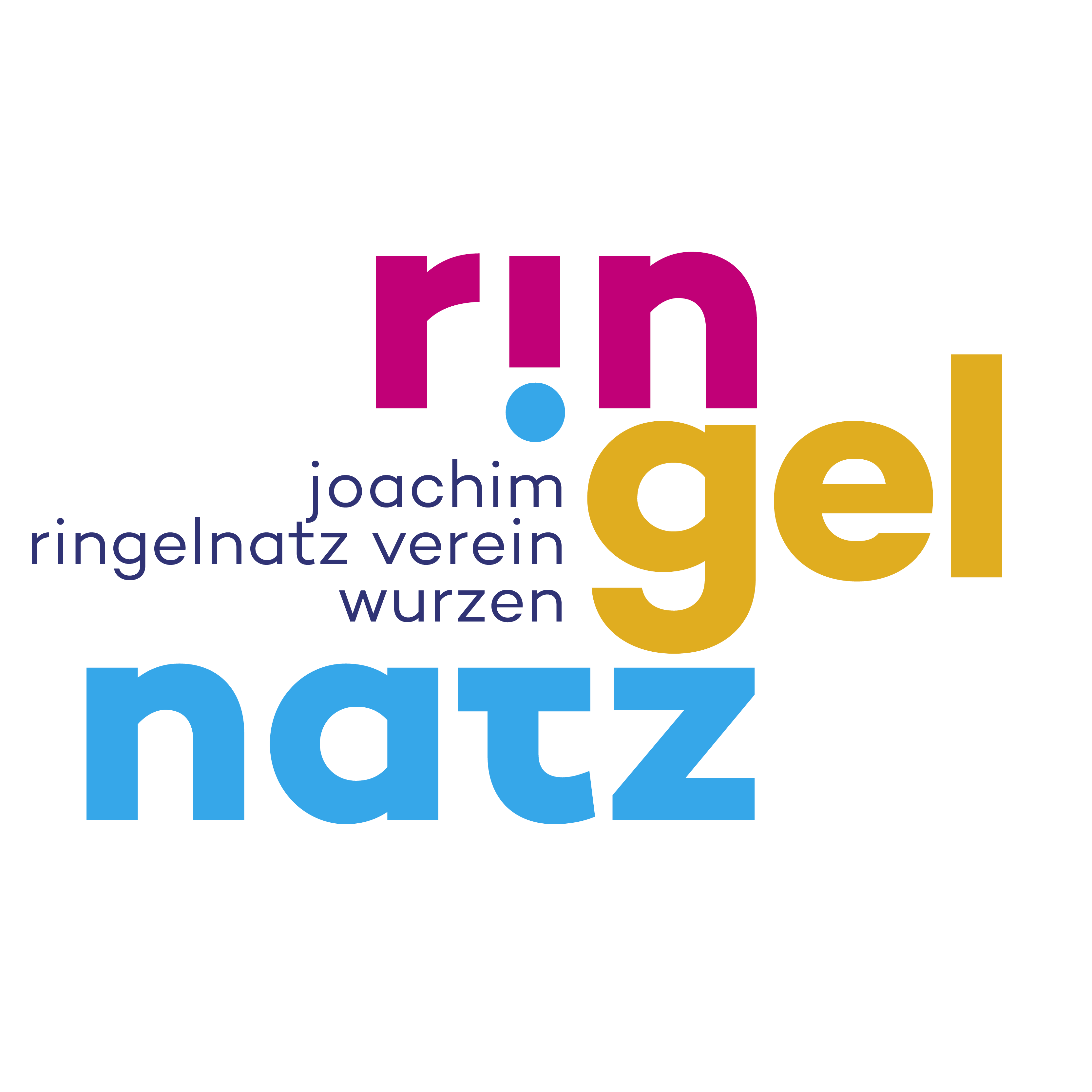
Vereinslogo

Der Verein wurde 1992 in Wurzen gegründet. Er fördert die Bekanntmachung von Leben und Werk des Hans Gustav Bötticher alias Joachim Ringelnatz in der Öffentlichkeit im gesamten deutschsprachigen Raum. Zurzeit zählt der Verein reichlich 130 Mitglieder. Der Joachim-Ringelnatz-Verein betreibt seit 2016 das Ringelnatz-Geburtshaus in Wurzen und organisierte bereits im noch unsanierten Gebäude Kleinkunst, Ausstellungen, Vorträge, Lesungen sowie weitere Veranstaltungen wie den alljährlichen RingelnatzSommer.
Im Jahr 2017 gehörte der Ringelnatzverein zu den Gewinnern des Vereinswettbewerbes Call for Members der Kulturstiftung des Bundes und wurde 2021 als einer von „zehn herausragenden Kunst- und Kulturakteuren in Sachsen“ mit einer dreijährigen Konzeptförderung der Kulturstiftung des Freistaates Sachsen ausgezeichnet. 
Der Verein ist Mitglied in der Arbeitsgemeinschaft Literarischer Gesellschaften und Gedenkstätten und gehört dem Sächsischen Literaturrat an. 
Der Joachim-Ringelnatz-Verein e.V. wird institutionell gefördert durch den Kulturraum Leipziger Raum sowie die Stadt Wurzen. Eine Konzeptionelle Förderung besteht durch die Kulturstiftung des Freistaates Sachsen.

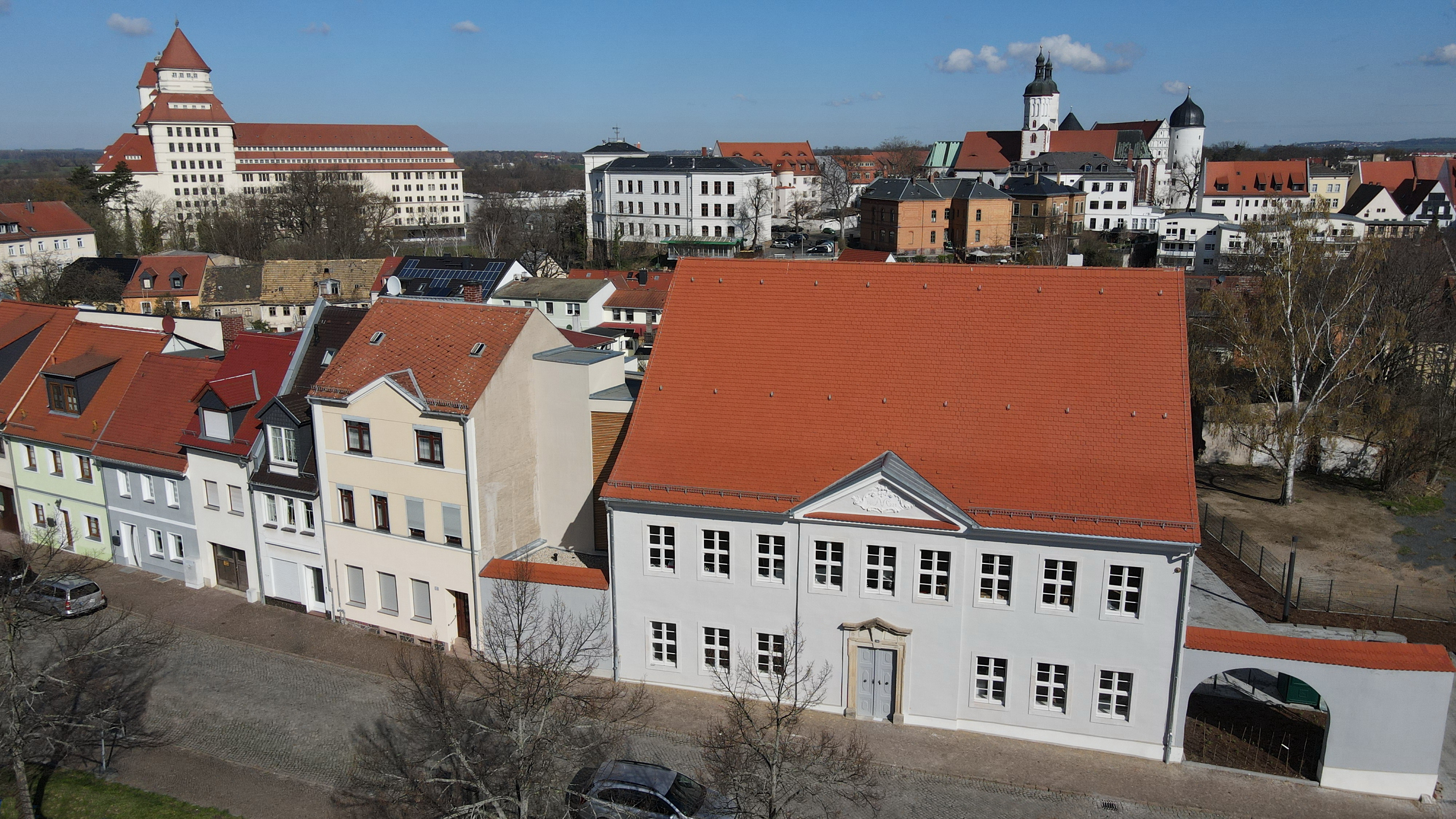
Vereinssitz, Ringelnatz-Geburtshaus, Crostigall 14, Wurzen

Nachdem die 2019 gestartete Sanierung des Ringelnatz-Geburtshauses als Vereinssitz und Veranstaltungsstätte mit Unterbrechungen im April 2023 abgeschlossen wurde, konnte es nunmehr wieder dem Verein übergeben werden, welcher es seitdem wieder für Ringelnatz-Freunde aus dem gesamten deutschsprachigen Raum geöffnet hat. Das angestrebte Ziel ist die schrittweise, langfristige Entwicklung des Ringelnatz-Geburtshauses zu einer literarischen Gedenk-, Begegnungs- und Forschungsstätte für ein bedeutendes deutsches literarisches Erbe und einen großen sächsischen Künstler.
Der Joachim-Ringelnatz-Verein erwarb aus Spendenmitteln auch einzelne Gemälde von Ringelnatz, wie „Eines Abends“ oder „Das blaue Pferd“ und ist auch weiterhin bestrebt, aus Spendenmitteln neue Bilder von Ringelnatz aufzukaufen und in Kooperation mit dem Kulturhistorischen Museum Wurzen auszustellen. Zudem bemüht sich der Verein um private Kunstinteressenten, die ihrerseits Werke des Künstlers ankaufen um diese dem Museum als Dauerleihgaben zur Verfügung stellen. In den Räumen des Kulturhistorischen Museums in Wurzen befindet sich die bereits 1948 entstandene, erste ständige Joachim-Ringelnatz-Sammlung in Deutschland, mit einem umfangreichen Angebot an museumspädagogischen Veranstaltungen und Projekten zu Joachim Ringelnatz.

## Auszeichnung
- 2024: Hartmut-Vogel-Preis für Literaturvermittlung